# Ulrich Prustl
Ulrich Prustl (auch Ulrich von Wien; † 18. Mai 1417) war Bischof von Brixen.

## Leben
Ulrich Prustl entstammte einer Wiener bürgerlichen Familie. Vermutlich um den Anschein adeliger Abstammung zu erwecken, verwendete er den Namenszusatz „von Wien“. Seine Ausbildung verdankte er dem Brixener Bischof Friedrich von Erdingen. Er wurde Notarius cancellariae von Herzog Leopold und Pfarrer von Gratwein und bewarb sich um ein Kanonikat in Passau. 1380 wurde er schließlich Kanoniker in Brixen, 1394 Kammerschreiber Herzog Albrechts III. und 1395 Kanzler von Herzog Leopold IV. Nachdem Bischof von Erdingen auf Bedrängen von Herzog Leopold auf das Bistum Brixen verzichtete, wurde Prustl auf Leopolds Betreiben hin durch Papst Bonifaz IX. am 12. August 1396 das Bistum übertragen, jedoch erst am 2. Oktober 1401 wurden ihm die Regalien verliehen.
Ulrich Prustl behielt als Bischof sein Kanzleramt bei. Bis zu seiner Weihe und während seiner Reisen im Auftrag des Herzogs übertrug er die Verwaltung des Bistums Georg von Gufidaun.
1400 verlieh er erstmals einem Juden das Privilegium einer Pfand- und Leihbank, 1407 bestätigte er das Brixener Stadtrecht. Im Thronstreit zwischen König Ruprecht von der Pfalz und König Wenzel stellte sich Prustl auf die Seite Ruprechts. 
Bis 1404 stand er in einem guten Verhältnis zu den Habsburgern. Insbesondere Leopold IV. zeigte sich ihm gegenüber wohlgesonnen. So erhielt er 1401 aus Leopolds Händen die Burg St. Petersberg als Pfandlehen zurück, die sich bereits vorher im Besitz der Bischöfe von Brixen befunden hatte. 1402 konnte er zudem das Gericht Velturns einlösen. Zusammen mit seinem Bruder Wilhelm nahm Leopold IV. ihn unter seinen Schutz und ordnete seinen Amtsleuten an, keine Übergriffe auf das Hochstift zu unternehmen. Als Bischof Ulrich 1404 die Frau Leopolds nach Burgund begleitete, wurde er von Herzog Friedrich IV. aus unbekannten Gründen festgenommen und in Ensisheim im Elsass in Arrest gesteckt. Zugleich nahm Friedrich IV. den gesamten Besitz des Bischofs unter Beschlag. Erst 1405 wurde er aus der Haft entlassen, durfte die Stadt aber zunächst nicht verlassen. Im Herbst 1405 wurde er schließlich wieder freigelassen und erhielt in Teilen das Hochstift zurück, nachdem er ein Treuversprechen gegenüber den Habsburgern leistete. Im Jahr darauf wurden ihm auch die Burgen und Festen zurückgegeben.
Ulrich Prustl starb am 18. Mai 1417, sein Grabstein befindet sich an der Brixner Domfassade.